# Onasimos
Onasimos (altgriechisch Ὀνάσιμος Onásimos, lateinisch auch Onesimus) war ein spätantiker Geschichtsschreiber und Sophist. Er lebte im frühen 4. Jahrhundert.
Onasimos wird in dem mittelbyzantinischen Lexikon Suda erwähnt. Den dortigen Angaben zufolge stammte er von Zypern oder aus Sparta. Er wirkte zur Zeit Kaiser Konstantins, also im frühen 4. Jahrhundert. Onasimos wird in der Suda als Geschichtsschreiber und Sophist bezeichnet. Ihm werden dort mehrere Werke zugeschrieben, die alle nicht erhalten sind. Sein Vater und sein Sohn hießen beide Apsines und wirkten ebenfalls als Sophisten.
Des Weiteren wird ein Geschichtsschreiber namens Onesimus wiederholt in einigen späteren Viten der Historia Augusta erwähnt, die die letzten Soldatenkaiser behandeln. Dieser Onesimus wird sehr oft als fiktiver Autor betrachtet, vor allem seit den Studien von Ronald Syme. Doch wird in der neueren Forschung nicht ausgeschlossen, dass mit diesem Onesimus der in der Suda erwähnte Geschichtsschreiber gemeint ist und dieser doch dem anonymen Autor der Historia Augusta als Quelle gedient hat. Ist diese Annahme zutreffend, so hat Onasimos neben den in der Suda erwähnten eher rhetorischen Werken auch Biographien der Kaiser Probus und Carus verfasst, vielleicht auch der Kaiser Carinus und Numerian.

## Ausgabe mit Übersetzung
- Bruno Bleckmann, Jonathan Groß: Historiker der Reichskrise des 3. Jahrhunderts I (Kleine und fragmentarische Historiker der Spätantike). Paderborn 2016, ISBN 978-3-506-78490-2, S. 151–165.